# Cacique Doble
Cacique Doble (nome indígena: Iu-Tohaê, nome aportuguesado: Faustino Ferreira Doble, também Dobre e Dovre; 1798 – Lagoa Vermelha, 25 de março de 1864) foi um líder indígena caingangue.
Em nenhum documento ou relatório da província foi registrado o primeiro nome de Doble. No que concerne à sua descendência, cita-se, na região de Lagoa Vermelha, como descendentes, os filhos: Francisco Brigadeiro, Jacinto, Senhorinha, Penha, João, Generosa, Miguel Camargo, Manuel Raimundo, Rosa e Roberto Paula. Jacinto foi o sucessor de Doble na chefia dos coroados, seguido por Eduardo Faustino Ferreira Doble e Faustino Ferreira Doble, que conduzia a tribo em 1910, época do estabelecimento do toldo do Faxinal, no atual município de Cacique Doble.
O município de Cacique Doble no Rio Grande do Sul é denominado em sua memória.